# Хайкин, Соломон Наумович
Соломон (Сэм) Наумович Хайкин — советский партийный деятель, журналист.

## Биография
Родился в 1911 году в семье активных участников социал-демократического движения. Член КПСС с 1931 года.
Отец Хаим-Нохум Хайкин — участник социал-демократического движения с 1898 года (член партии Бунд), в 1900 был сослан в Сибирь, позже вступил в КПСС, умер в октябре 1953 года. В революционном движении принимали участие также его жена и второй сын.
Вскоре после рождения Соломона семья Хайкиных была вынуждена эмигрировать из России и поселиться в Канаде. Там Хайкины стали участниками коммунистического движения, в частности, собирали средства в помощь голодающим в Советской России.
Во второй половине 1920-х годов семья возвратилась в СССР. Соломон Хайкин завершил учёбу в школе, некоторое время учился в ВУЗе, 11 месяцев служил в армии.
Благодаря хорошему знанию английского языка в 1933 стал сотрудником аппарата Исполкома Коминтерна. В 1943 году, когда Коминтерн был распущен, Сэма Хайкина перевели на работу в SUпресс, а с 1944 года он работал старшим референтом в научно-исследовательском институте № 205 Отдела внешней политики ЦК ВКП (б). Сотрудники этого НИИ изучали зарубежную прессу и собирали материалы для использования в идеологической работе.
18 декабря 1947 года приказом по НИИ № 205 переведен в Издательство литературы на иностранных языках и назначен главным редактором Еврейского Антифашистского Комитета. 4 декабря 1948 года уволен из ЕАК в связи с прекращением его деятельности. Работал заместителем ответственного редактора английской редакции Комитета по радиовещанию при СМ СССР, затем на Московской фабрике химреактивов, дослужился до поста начальника цеха.

## Репрессии и реабилитация
13 ноября 1951 года был арестован МГБ по обвинению в «шпионаже» и «активном участии в антисоветском националистическом подполье» во время работы в ЕАК. 8 августа 1952 Военной Коллегией Верховного Суда СССР приговорен к 25 годам заключения в ИТЛ с последующим поражением в правах на 5 лет и конфискацией имущества. Однако 28 ноября Генеральный Прокурор опротестовал этот приговор «за мягкостью наказания» и 10 декабря возобновилось следствие, в ходе которого уже в 1953 году большинство свидетелей отказались от своих показаний. 8 января 1954 Военная Коллегия Верховного Суда СССР изменила приговор на 5 лет лишения свободы с применением Указа Президиума Верховного Совета СССР «Об амнистии» и освободила С. Н. Хайкина из-под стражи.
После этого он подал заявление о пересмотре дела и активно добивался своего восстановления в партии. Дело было пересмотрено Пленумом Верховного Суда СССР 29 июля 1955 года и приговор ВКВС от 8.01.1954 отменен, Хайкин реабилитирован.
После этого Соломон Наумович работал в Совинформбюро и в Агентстве печати «Новости» вплоть до выхода на пенсию в 1972 году. Умер в 1986 году и похоронен на одном из Московских кладбищ..